# Poorter

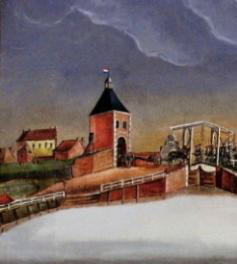
Il farnsumerpoort di Delfzijl, provincia di Groninga

Poorter (pronuncia olandese:  ˈpoːrtər) è un termine storico per indicare quel tipo di cittadini olandesi o fiamminghi, appartenenti alla borghesia che avessero acquisito il diritto di vivere entro le mura di una città e che avessero anche il diritto di cittadinanza.
Questa poorterrecht, o cittadinanza, poteva essere ottenuta tramite il pagamento di una somma di denaro e registrandosi presso il magistrato della città. Il pagamento della somma in denaro era la prova che il cittadino non era povero e che poteva quindi mantenere la propria casa senza gravare sulla città. Vi furono anche restrizioni religiose, e numerose furono le città che impedirono agli ebrei di ottenere la cittadinanza sino alla Rivoluzione francese. Era richiesto anche un giuramento. Alcune città disponevano anche di grootburgers ("grandi borghesi") che ricevevano più diritti dei normali cittadini, ma dovevano pagare un prezzo ancora più alto per ottenerli.
La città d'altro canto si impegnava a difendersi al meglio tramite mura adeguate, un fossato di un certo livello e misure di sicurezza adeguate. Al calar della sera i cancelli dovevano rimanere chiusi e guardati a vista. Le chiavi della città erano nelle mani del borgomastro che le riconsegnava al capoposto il giorno successivo.
L'intera cittadinanza di una città era spesso chiamata Poorterij.